# Crève Coeur
Koordinaten: 20° 11′ S, 57° 34′ O
Crève Cœur ist eine Ortschaft („Village“) im Norden von Mauritius. Sie ist Teil des Distrikts Pamplemousses und gehört administrativ zur Village Council Area (VCA) Crève Cœur. Bei der Volkszählung 2011 hatte der Ort 2790 Einwohner. Der Ort liegt am Osthang des Berges Pieter Both.
Vor Ort befindet sich die Crève-Cœur Government Primary School.